# Grasshopper Club Zürich 2002-2003
Questa voce raccoglie le informazioni riguardanti il Grasshopper Club Zürich nelle competizioni ufficiali della stagione 2002-2003.

## Stagione
Nella stagione 2002-2003 il Grasshoppers, allenato da Marcel Koller, concluse il campionato di Lega Nazionale A al 1º posto. Il Grasshoppers concluse il girone di play-off al 1º posto e si laureò Campione di Svizzera. In Coppa UEFA il Grasshoppers fu eliminato al secondo turno dal PAOK.

## Rosa
| N. |                          | Ruolo | Calciatore         |
| -- | ------------------------ | ----- | ------------------ |
| 1  | Svizzera (bandiera)      | P     | Fabrice Borer      |
| 2  | Argentina (bandiera)     | D     | Fernando Gamboa    |
| 4  | Svizzera (bandiera)      | D     | Reto Zanni         |
| 5  | Svizzera (bandiera)      | D     | Marc Hodel         |
| 7  | Romania (bandiera)       | C     | Mihai Tararache    |
| 8  | Brasile (bandiera)       | A     | Eduardo            |
| 9  | Cile (bandiera)          | A     | Sebastián Rozental |
| 10 | Croazia (bandiera)       | C     | Mate Baturina      |
| 11 | Svizzera (bandiera)      | C     | Andres Gerber      |
| 14 | Svizzera (bandiera)      | D     | Roland Schwegler   |
| 15 | Svizzera (bandiera)      | C     | Ricardo Cabanas    |
| 16 | Svizzera (bandiera)      | D     | Pascal Castillo    |
| 17 | Svizzera (bandiera)      | D     | Christoph Spycher  |
| 18 | Liechtenstein (bandiera) | P     | Peter Jehle        |
| 19 | Croazia (bandiera)       | A     | Mladen Petrić      |
| 20 | Argentina (bandiera)     | A     | Antonio Barijho    |

| N. |                               | Ruolo | Calciatore           |
| -- | ----------------------------- | ----- | -------------------- |
| 21 | Svizzera (bandiera)           | C     | Reto Ziegler         |
| 23 | Svizzera (bandiera)           | D     | Stephan Lichtsteiner |
| 24 | Haiti (bandiera)              | D     | Kim Jaggy            |
| 25 | Uruguay (bandiera)            | C     | Richard Núñez        |
| 26 | Macedonia del Nord (bandiera) | D     | Aleksandar Mitreski  |
| 27 | Nigeria (bandiera)            | A     | Femi Opabunmi        |
| 28 | Tunisia (bandiera)            | D     | Yassine Mikari       |
| 29 | Svizzera (bandiera)           | C     | Baykal Kulaksızoğlu  |
| 30 | Svizzera (bandiera)           | P     | Eldin Jakupović      |
| 32 | Svizzera (bandiera)           | D     | Haris Avdic          |
| 33 | Svizzera (bandiera)           | A     | Fabio Digenti        |
| 34 | Capo Verde (bandiera)         | C     | Marco Lópes          |
| 13 | Ungheria (bandiera)           | C     | Roland Dancs         |
| 6  | Svizzera (bandiera)           | C     | Carmine Pascariello  |
| 22 | Brasile (bandiera)            | A     | Edmar Figueira       |

## Organigramma societario
Area tecnica
- Allenatore: Marcel Koller
- Allenatore in seconda:
- Preparatore dei portieri:
- Preparatori atletici:

## Calciomercato

### Sessione estiva
| Acquisti | Acquisti | Acquisti | Acquisti |
| R.       | Nome     | da       | Modalità |
| -------- | -------- | -------- | -------- |

| Cessioni | Cessioni | Cessioni | Cessioni |
| R.       | Nome     | a        | Modalità |
| -------- | -------- | -------- | -------- |

### Sessione invernale
| Acquisti | Acquisti | Acquisti | Acquisti |
| R.       | Nome     | da       | Modalità |
| -------- | -------- | -------- | -------- |

| Cessioni | Cessioni | Cessioni | Cessioni |
| R.       | Nome     | a        | Modalità |
| -------- | -------- | -------- | -------- |

## Risultati

### Lega Nazionale A

#### andata
| Arbitro: | Wildhaber |

|                                               |           |             |
| Eduardo 12’ Barijho 17’ Cabanas 54’ Núñez 81’ | Marcatori | 52’ Mordeku |

| Arbitro: | Beck |

|           |           |                          |
| Keita 35’ | Marcatori | 75’ Eduardo 90’ Baturina |

| Arbitro: | Rutz |

|                             |           |                              |
| de Napoli 34’ Melunovic 62’ | Marcatori | 25’, 59’ Petrić 57’ Baturina |

| Arbitro: | Bertolini |

|                          |           |  |
| Castillo 54’ Cabanas 73’ | Marcatori |  |

| Arbitro: | Salm |

|         |           |                                                    |
| Rey 87’ | Marcatori | 15’ Núñez 31’ Baturina 59’, 65’ Barijho 90’ Petrić |

| Arbitro: | Busacca |

|                                                |           |  |
| Cabanas 30’ Baturina 49’ Barijho 52’ Núñez 63’ | Marcatori |  |

| Arbitro: | Nobs |

|              |           |  |
| Andreoli 41’ | Marcatori |  |

| Arbitro: | Petignat |

|                                          |           |               |
| Barijho 8’, 79’ Cabanas 55’ Baturina 85’ | Marcatori | 80’ Aziawonou |

| Arbitro: | Etter |

|                        |           |                                         |
| Selimi 11’ (rig.), 16’ | Marcatori | 2’, 32’ Eduardo 55’ Barijho 88’ Cabanas |

| Arbitro: | Leuba |

|                      |           |                                             |
| Barijho 7’ Núñez 34’ | Marcatori | 22’ (rig.) Cantaluppi 45’ Giménez 61’ Yakın |

| Arbitro: | Busacca |

|                           |           |                                       |
| Gane 31’ (rig.) Alves 50’ | Marcatori | 61’ Baturina 62’ Barijho 69’ Mitreski |

#### ritorno
| Arbitro: | Nobs |

|            |           |           |
| Sutter 55’ | Marcatori | 78’ Núñez |

| Arbitro: | Wildhaber |

|            |           |           |
| Barijho 8’ | Marcatori | 48’ Yasar |

| Arbitro: | Circhetta |

|                                   |           |  |
| Petrić 37’ Baturina 54’ Núñez 60’ | Marcatori |  |

| Arbitro: | Salm |

|                                      |           |                                     |
| Frei 18’, 28’ (rig.), 31’ Thurre 89’ | Marcatori | 6’ Baturina 22’ Núñez 80’ Smiljanić |

| Arbitro: | Petignat |

|                                         |           |  |
| Eduardo 2’ Núñez 15’, 90’ Tararache 78’ | Marcatori |  |

| Arbitro: | Rutz |

|  |           |                       |
|  | Marcatori | 84’ Núñez 90’ Eduardo |

| Arbitro: | Nobs |

|                                     |           |                       |
| Núñez 31’ (rig.), 77’ Schwegler 79’ | Marcatori | 3’ Brand 87’ Di Jorio |

| Arbitro: | Busacca |

|                      |           |                        |
| Baumann 23’ Rama 25’ | Marcatori | 9’ Eduardo 21’ Spycher |

| Arbitro: | Rutz |

|                               |           |  |
| Barijho 6’, 86’ Tararache 41’ | Marcatori |  |

| Arbitro: | Meier |

|         |           |                               |
| Tum 71’ | Marcatori | 42’ Rozental 60’ (rig.) Núñez |

| Arbitro: | Circhetta |

|            |           |            |
| Petrić 64’ | Marcatori | 34’ Lerinc |

### Play-off

#### andata
| Arbitro: | Busacca |

|                                            |           |  |
| Gamboa 6’ Núñez 26’ (rig.), 65’ Petrić 41’ | Marcatori |  |

| Arbitro: | Bertolini |

|             |           |                            |
| Fabinho 71’ | Marcatori | 19’, 89’ Núñez 62’ Eduardo |

| Arbitro: | Rogalla |

|                 |           |  |
| Petrić 12’, 32’ | Marcatori |  |

| Arbitro: | Plautz |

|                       |           |                        |
| Giménez 73’ Yakın 83’ | Marcatori | 12’ Cabanas 75’ Petrić |

| Arbitro: | Petignat |

|                   |           |                |
| Renfer 55’ (rig.) | Marcatori | 9’, 68’ Petrić |

| Arbitro: | Meier |

|           |           |           |
| Núñez 22’ | Marcatori | 45’ Diogo |

| Arbitro: | Etter |

|  |           |              |
|  | Marcatori | 14’ Castillo |

#### ritorno
| Arbitro: | Rutz |

|                            |           |                     |
| Schwegler 65’ Baturina 90’ | Marcatori | 6’ Oppliger 45’ Rey |

| Arbitro: | Nobs |

|  |           |                                         |
|  | Marcatori | 10’ Núñez 48’ Castillo 52’, 82’ Cabanas |

| Arbitro: | Circhetta |

|                                                      |           |               |
| Núñez 8’ (rig.), 64’ Castillo 36’, 59’ Schwegler 41’ | Marcatori | 80’ Aziawonou |

| Arbitro: | Busacca |

|                        |           |                       |
| Petrić 18’ Spycher 58’ | Marcatori | 65’ Yakın 67’ Giménez |

| Arbitro: | Rogalla |

|            |           |             |
| Tarone 35’ | Marcatori | 27’ Eduardo |

| Arbitro: | Petignat |

|                                |           |                |
| Núñez 65’, 71’, 88’ Petrić 73’ | Marcatori | 9’, 52’ Sutter |

| Arbitro: | Meier |

|                              |           |                                   |
| Chapuisat 44’ Vonlanthen 78’ | Marcatori | 17’, 32’, 88’ Núñez 48’ Schwegler |

### Coppa UEFA
| Arbitro: | Bozinovski |

|                                   |           |              |
| Baturina 6’ Barijho 44’ Núñez 53’ | Marcatori | 33’ Keržakov |

| Arbitro: | Erdemir |

|                  |           |              |
| Keržakov 7’, 19’ | Marcatori | 89’ Baturina |

| Arbitro: | Huyghe |

|                           |           |                  |
| Chasiotis 3’ Giasoumī 69’ | Marcatori | 63’ (rig.) Núñez |

| Arbitro: | Hansson |

|               |           |            |
| Tararache 45’ | Marcatori | 90’ Markos |

## Statistiche

### Statistiche di squadra
| Competizione     | Punti | In casa | In casa | In casa | In casa | In casa | In casa | In trasferta | In trasferta | In trasferta | In trasferta | In trasferta | In trasferta | Totale | Totale | Totale | Totale | Totale | Totale | DR  |
| Competizione     | Punti | G       | V       | N       | P       | Gf      | Gs      | G            | V            | N            | P            | Gf           | Gs           | G      | V      | N      | P      | Gf     | Gs     | DR  |
| ---------------- | ----- | ------- | ------- | ------- | ------- | ------- | ------- | ------------ | ------------ | ------------ | ------------ | ------------ | ------------ | ------ | ------ | ------ | ------ | ------ | ------ | --- |
| Lega Nazionale A | 49    | 11      | 8       | 2       | 1       | 31      | 9       | 11           | 7            | 2            | 2            | 27           | 17           | 22     | 15     | 4      | 3      | 58     | 26     | +32 |
| Play-off         | -     | 7       | 4       | 3       | 0       | 20      | 8       | 7            | 5            | 2            | 0            | 17           | 7            | 14     | 9      | 5      | 0      | 37     | 15     | +22 |
| Coppa UEFA       | -     | 2       | 1       | 1       | 0       | 4       | 2       | 2            | 0            | 0            | 2            | 2            | 4            | 4      | 1      | 1      | 2      | 6      | 6      | 0   |
| Totale           | 49    | 20      | 13      | 6       | 1       | 55      | 19      | 20           | 12           | 4            | 4            | 46           | 28           | 40     | 25     | 10     | 5      | 101    | 47     | +54 |

### Andamento in campionato
| Giornata  | 1 | 2 | 3 | 4 | 5 | 6 | 7 | 8 | 9 | 10 | 11 | 12 | 13 | 14 | 15 | 16 | 17 | 18 | 19 | 20 | 21 | 22 |
| --------- | - | - | - | - | - | - | - | - | - | -- | -- | -- | -- | -- | -- | -- | -- | -- | -- | -- | -- | -- |
| Luogo     | C | T | T | C | T | C | T | C | T | C  | T  | T  | C  | C  | T  | C  | T  | C  | T  | C  | T  | C  |
| Risultato | V | V | V | V | V | V | P | V | V | P  | V  | N  | N  | V  | P  | V  | V  | V  | N  | V  | V  | N  |
| Posizione | 1 | 1 | 1 | 1 | 1 | 1 | 1 | 1 | 1 | 1  | 1  | 1  | 1  | 1  | 1  | 1  | 1  | 1  | 1  | 1  | 1  | 1  |

Legenda:

Luogo: C = Casa; T = Trasferta. Risultato: V = Vittoria; N = Pareggio; P = Sconfitta.

### Statistiche dei giocatori
| Giocatore       | Lega Nazionale A | Lega Nazionale A | Lega Nazionale A | Lega Nazionale A | Coppa UEFA | Coppa UEFA | Coppa UEFA  | Coppa UEFA | Totale   | Totale | Totale      | Totale     |
| Giocatore       | Presenze         | Reti             | Ammonizioni      | Espulsioni       | Presenze   | Reti       | Ammonizioni | Espulsioni | Presenze | Reti   | Ammonizioni | Espulsioni |
| --------------- | ---------------- | ---------------- | ---------------- | ---------------- | ---------- | ---------- | ----------- | ---------- | -------- | ------ | ----------- | ---------- |
| H. Avdic        | 2                | 0                | 0                | 0                | 0          | 0          | 0           | 0          | 2        | 0      | 0           | 0          |
| A. Barijho      | 18               | 12               | 4                | 0                | 3          | 1          | 0           | 0          | 21       | 13     | 4           | 0          |
| M. Baturina     | 16               | 8                | 2                | 0                | 2          | 2          | 0           | 0          | 18       | 10     | 2           | 0          |
| F. Borer        | 22               | 0                | 1                | 1                | 4          | 0          | 0           | 0          | 26       | 0      | 1           | 1          |
| R. Cabanas      | 21               | 5                | 3                | 0                | 4          | 0          | 0           | 0          | 25       | 5      | 3           | 0          |
| P. Castillo     | 13               | 1                | 2                | 0                | 1          | 0          | 0           | 0          | 14       | 1      | 2           | 0          |
| R. Dancs        | 1                | 0                | 0                | 0                | 0          | 0          | 0           | 0          | 1        | 0      | 0           | 0          |
| F. Digenti      | 2                | 0                | 0                | 0                | 0          | 0          | 0           | 0          | 2        | 0      | 0           | 0          |
| E. Eduardo      | 20               | 7                | 4                | 0                | 3          | 0          | 0           | 0          | 23       | 7      | 4           | 0          |
| E. Figueira     | 0                | 0                | 0                | 0                | 0          | 0          | 0           | 0          | 0        | 0      | 0           | 0          |
| F. Gamboa       | 13               | 1                | 4                | 0                | 0          | 0          | 0           | 0          | 13       | 1      | 4           | 0          |
| A. Gerber       | 22               | 0                | 3                | 0                | 4          | 0          | 0           | 0          | 26       | 0      | 3           | 0          |
| M. Hodel        | 11               | 0                | 2                | 0                | 0          | 0          | 0           | 0          | 11       | 0      | 2           | 0          |
| K. Jaggy        | 16               | 0                | 1                | 0                | 4          | 0          | 0           | 0          | 20       | 0      | 1           | 0          |
| E. Jakupović    | 0                | 0                | 0                | 0                | 0          | 0          | 0           | 0          | 0        | 0      | 0           | 0          |
| P. Jehle        | 1                | 0                | 0                | 0                | 0          | 0          | 0           | 0          | 1        | 0      | 0           | 0          |
| B. Kulaksızoğlu | 5                | 0                | 0                | 0                | 0          | 0          | 0           | 0          | 5        | 0      | 0           | 0          |
| S. Lichtsteiner | 12               | 0                | 2                | 0                | 2          | 0          | 0           | 0          | 14       | 0      | 2           | 0          |
| M. Lópes        | 0                | 0                | 0                | 0                | 0          | 0          | 0           | 0          | 0        | 0      | 0           | 0          |
| Y. Mikari       | 3                | 0                | 0                | 0                | 1          | 0          | 0           | 0          | 4        | 0      | 0           | 0          |
| A. Mitreski     | 16               | 1                | 0                | 1                | 4          | 0          | 0           | 0          | 20       | 1      | 0           | 1          |
| G. Morales      | 1                | 0                | 0                | 0                | 0          | 0          | 0           | 0          | 1        | 0      | 0           | 0          |
| R. Núñez        | 22               | 13               | 3                | 0                | 4          | 2          | 0           | 0          | 26       | 15     | 3           | 0          |
| F. Opabunmi     | 0                | 0                | 0                | 0                | 0          | 0          | 0           | 0          | 0        | 0      | 0           | 0          |
| C. Pascariello  | 0                | 0                | 0                | 0                | 0          | 0          | 0           | 0          | 0        | 0      | 0           | 0          |
| M. Petrić       | 18               | 5                | 0                | 0                | 4          | 0          | 0           | 0          | 22       | 5      | 0           | 0          |
| S. Rozental     | 12               | 1                | 0                | 0                | 2          | 0          | 0           | 0          | 14       | 1      | 0           | 0          |
| R. Schwegler    | 9                | 1                | 0                | 0                | 3          | 0          | 0           | 0          | 12       | 1      | 0           | 0          |
| B. Smiljanić    | 16               | 1                | 4                | 0                | 4          | 0          | 0           | 0          | 20       | 1      | 4           | 0          |
| C. Spycher      | 4                | 1                | 0                | 0                | 1          | 0          | 0           | 0          | 5        | 1      | 0           | 0          |
| M. Tararache    | 18               | 2                | 7                | 0                | 4          | 1          | 0           | 0          | 22       | 3      | 7           | 0          |
| R. Zanni        | 0                | 0                | 0                | 0                | 0          | 0          | 0           | 0          | 0        | 0      | 0           | 0          |
| R. Ziegler      | 0                | 0                | 0                | 0                | 0          | 0          | 0           | 0          | 0        | 0      | 0           | 0          |